# Чебоксарка (приток Волги)
Чебокса́рка — река, протекающая по территории Чебоксар. Исток речки находится около деревни Чандрово Чебоксарского городского округа. В реку впадают Сугутка и Трусиха. Впадает в реку Волга на высоте 67 м над уровнем моря, в низовьях реки образован Чебоксарский залив.

## Физико-географическая характеристика
Высота истока реки - 143 м. Среднегодовой расход воды — 0,31 м³/с.
До создания Чебоксарского залива длина реки была 13 км, а площадь водосборного бассейна — 75,7 км², после создания залива площадь водосборного бассейна реки сократилась до 67,6 км².

## Данные водного реестра
По данным государственного водного реестра России, относится к Верхневолжскому бассейновому округу, водохозяйственный участок реки — Волга от устья реки Оки до Чебоксарского гидроузла (Чебоксарское водохранилище), без рек Суры и Ветлуги, речной подбассейн реки — Волга от впадения Оки до Куйбышевского водохранилища (без бассейна Суры). Речной бассейн реки — (Верхняя) Волга до Куйбышевского водохранилища (без бассейна Оки).
Код объекта в государственном водном реестре — 08010400312112100000026.

## История
Одно из первых упоминаний реки — в предании, записанном в 1763—1765 годах подполковником А. И. Свечиным о поселении Чебоксары и его названии:

Шебашкар был изрядного жития доброй человек, почему за отменную ево между протчими жизнь имел от соседей своих почтение. По притчине той и речка… имянована по нем Чебоксарка.— Чувашские исторические предания